# Виноградовский район (Московская область)
Виноградовский район — административно-территориальная единица в составе Московской области РСФСР, существовавшая в 1929—1957 годах.
12 июля 1929 года в составе Коломенского округа Московской области был образован Ашитковский район с центром в селе Ашитково. В его состав вошли следующие сельсоветы бывшего Бронницкого уезда Московской губернии:
- из Ашитковской волости: Алёшинский, Ашитковский, Ваниловский, Губинский, Дворниковский, Исаковский, Левычинский, Щельпинский
- из Загорновской волости: Бисеровский, Кузнецовский, Юровский
- из Михалевской волости: Ворщиковский, Золотовский, Михалевский, Слободско-Алёшинский, Цибинский, Юрасовский
- из Спасской волости: Глиньковский, Косяковский, Марчуговский
- из Усмерской волости: Барановский, Бессоновский, Бочевинский, Конобеевский, Лидинский, Новосёловский, Силинский, Старовский, Усадищенский, Чечевиловский
- из Ульяновской волости: Михеевский.

20 мая 1930 года Михеевский с/с был передан в Бронницкий район; Кузнецовский — в Раменский район; Глиньковский, Косяковский и Марчуговский — в Воскресенский район. Из Воскресенского района в Ашитковский был передан Берендинский с/с.
31 августа 1930 года Ашитковский район был переименован в Виноградовский район, а его центр перенесён в село Алешино, переименованное при этом в Виноградово. Алёшинский с/с был при этом переименован в Виноградовский.
На 1 января 1931 года территория района составляла 389 км², а население — 33 700 человек. Район включал 35 сельсоветов и 93 населённых пункта.
19 января 1934 года в Виноградовском районе был образован пгт Имени Цюрупы, а Ваниловский с/с был упразднён. Одновременно были образованы Ивановский, Медведевский, Рославлевский, Фаустовский и Щербовский с/с.
17 июля 1939 года были упразднены Ашитковский, Бессоновский, Золотовский, Ивановский, Исаковский, Медведевский, Новоселовский, Рославлевский, Слободско-Алешинский, Старовский, Усадищенский и Юрасовский с/с.
На 1 января 1953 года в районе был 19 сельсоветов: Барановский (центр — с. Усадище), Берендинский, Бисеровский, Бочевинский (центр — с. Бессоново), Виноградовский (центр — с. Слободка Алешино), Ворщиковский, Губинский, Дворниковский, Конобеевский, Левыченский, Лидинский, Михалевский, Силинский (центр — с. Леоново), Фаустовский (центр — с. Золотово), Цыбинский, Чечевиловский, Щельпинский, Щербовский (центр — с. Старое), Юровский.
14 июня 1954 года Губинский и Щельпинский с/с были объединены в Ашитковский, Бочевинский и Щербинский — в Бессоновский, Силинский и Лидинский — в Леоновский. Упразднены Берендинский, Бисеровский, Ворщиковский, Цибинский и Чечевиловский с/с.
7 декабря 1957 года Виноградовский район был упразднён. Его территория была включена в состав Воскресенского района.